# Восемь принципов юн
Восемь принципов юн (кит. 永字八法, пиньинь Yǒngzì bā fǎ, палл. Юн цзы ба фа, яп. 永字八法/えいじはっぽう, эйдзи хаппо: кор. 영자팔법/永字八法, ёнъджапальбоп) — восемь простейших черт стиля кайшу, вместе образующих иероглиф 永 со значением «вечность». Считается, что постоянная практика написания этого иероглифа помогает достичь красоты в каллиграфии, путём освоения определённых приёмов движения кисти. Каждый из восьми элементов возможно преобразовать в радикалы, составляющие другие иероглифы.

## История создания
Известно, что у истоков формулировки восьми принципов стоял китайский каллиграф Ван Сичжи. Точное происхождение принципов неизвестно, однако существует легенда, по которой в одну ночь после долгого занятия каллиграфией к Ван Сичжи снизошёл старец Байюнь (кит. 白云), который начертал на его руке иероглиф 永, и сказал, что при помощи этого иероглифа возможно довести искусство каллиграфии до совершенства. В древности иероглиф обозначал поток воды, что объясняет схожее начертание с иероглифом 水 "вода".

## Черты
| Китайское название | Описание                                                            | Изображение | Юникод                 |
| ------------------ | ------------------------------------------------------------------- | ----------- | ---------------------- |
| 点 (дянь, diǎn)    | точка                                                               |             | ㇔ (U+31D4)            |
| 横 (хэн, héng)     | горизонтальная черта                                                |             | ㇐ (U+31D0)            |
| 竖 (шу, shù)       | вертикальная черта                                                  |             | ㇑ (U+31D1)            |
| 钩 (гоу, gōu)      | крючок, присоединяется к другим чертам, резко падает и уходит влево |             | отдельного символа нет |
| 提 (ти, tí)        | восходящая черта                                                    |             | ㇀ (U+31C0)            |
| 弯 (вань, wān)     | изогнутая откидная влево, сужает толщину, наносится быстро          |             | отдельного символа нет |
| 撇 (пе, piě)       | откидная влево с небольшим изгибом                                  |             | ㇒ (U+31D2)            |
| 捺 (на, nà)        | откидная вправо с острым концом                                     |             | ㇏ (U+31CF)            |